# Kinsey (película)
Kinsey es una película estadounidense dramática-biográfica de 2004 escrita y dirigida por Bill Condon y protagonizada por Liam Neeson, Laura Linney, Chris O'Donnell, Peter Sarsgaard, Timothy Hutton, Tim Curry y John Lithgow.
La película relata parte de la vida del reconocido sexólogo Alfred Kinsey, quien con la ayuda de Wardell Pommery realizó un informe sobre el comportamiento sexual humano, el famoso Informe Kinsey. La publicación del mismo provocó un gran revuelo social en la cultura occidental y en la sociedad estadounidense en particular, que vio cómo la obra de Kinsey desmitificaba muchos aspectos de la sexualidad humana.

## Argumento
El profesor Alfred Kinsey, protagonista de la historia, está siendo entrevistado sobre su historia sexual. Durante la entrevista, dos de los momentos más importantes de la vida de Kinsey son revelados al espectador como flashbacks. Aparecen dos secuencias: una de ellas en su niñez, cuando era boy scout y la otra cuando Kinsey discute con su padre sobre sus intenciones vocacionales. La escena cambia y aparece Kinsey enseñando en la Universidad de Indiana como profesor de biología especializado en la avispa de la agalla, donde la historia comienza.
Kinsey se enamora de Clara McMillen, una estudiante de su clase, y se casa con ella. Ellos tienen tres hijos. Mientras tanto, en la Universidad, el profesor Kinsey, llamado afectuosamente "Prok" (Pro-fesor K-insey) por sus estudiantes graduados, se encuentra con los estudiantes en las horas posteriores a clase para ofrecer consejo sobre temas sexuales. Cuando comienza esta actividad en algunos sectores se le tacha de sucio, pero los estudiantes además de pedir consejo en ocasiones hablan sobre su vida sexual, lo que aumenta el conocimiento de Kinsey sobre el sexo.
En una fiesta de celebración de la publicación del libro de Kinsey sobre la mosca de la agalla, Kinsey se acerca al decano de los estudiantes para crear un curso sobre educación sexual. Momentáneamente, es aprobado. Kinsey comienza enseñando en un pequeño auditorio, y el curso es sólo para profesores y estudiantes graduados, mayores o casados. Mientras, Kinsey continúa recabando información en entrevistas personales, y luego de que realiza un cuestionario para todos los miembros de su clase de educación sexual, descubre la gran disparidad existente entre las prácticas sexuales que estos llevan a cabo y las ideas de la sociedad sobre las mismas. Después de recibir soporte financiero de la fundación Rockefeller, Kinsey y su equipo viajan por el país, entrevistando a diferentes sujetos para conocer su historial sexual.
Conforme el tiempo pasa el Dr. Kinsey descubre que las relaciones sexuales que implican a dos humanos del mismo sexo son más frecuentes de lo que originalmente se pensaba. Por ello este crea una nueva forma de clasificar a los humanos con la "Escala Kinsey", que clasifica la sexualidad de las personas de un rango que va del número 0 al 6, desde homosexuales por completo a heterosexuales por completo. A medida que desarrolla sus investigaciones, sin embargo, encuentra cada vez mayor oposición y obstáculos por parte de las fuerzas sociales y políticas de mayor poder, las que se oponen a que complete su obra.

## Reparto
- Liam Neeson como Alfred Kinsey
  - Benjamin Walker como Alfred Kinsey a los 19 años
- Laura Linney como Clara McMillen
- Peter Sarsgaard como Clyde Martin
- Chris O'Donnell como Wardell Pomeroy
- Timothy Hutton como Paul Gebhard
- John Lithgow como Alfred Seguine Kinsey
- Tim Curry como Thurman Rice
- Oliver Platt como Herman Wells
- Dylan Baker como Alan Gregg
- William Sadler como Kenneth Braun
- John McMartin como Huntington Hartford
- John Krasinski como Ben
- Lynn Redgrave como Mujer de la entrevista final
- David Harbour como Robert Kinsey